# ایستگاه متروی کیان‌شهر
ایستگاه متروی کیان‌شهر یکی از ایستگاه‌های خط ۶ متروی تهران است که در در منطقه ۱۵ تهران در محله کیان‌شهر واقع شده‌است.
این ایستگاه در تاریخ ۲۸ بهمن ۱۳۹۸ به صورت غیررسمی تأسیس شده‌است و دارای بیش از ۱۰ هزار متر مربع زیربنا و ۱۴۰ متر سکو است و با هزینه ۱۵۰۰ میلیارد ریال ساخته شده‌ است.